# Głogów Wróblin
Głogów Wróblin – stacja kolejowa w Głogowie, położona na terenie Wróblina Głogowskiego.

## Ruch pasażerski
| Rok  | Wymiana pasażerska na dobę |
| ---- | -------------------------- |
| 2017 | 0-9                        |
| 2022 | 20-49                      |

Po zakończonym w 2021 r. remoncie stacji zmieniono jej nazwę na Głogów Wróblin.